# (9751) Kadota
(9751) Kadota (1990 QM) – planetoida z pasa głównego planetoid okrążająca Słońce w ciągu 3,79 lat w średniej odległości 2,43 j.a. Odkryta 20 sierpnia 1990 roku.